# Паракамби
Паракамби (порт. Paracambi) — муниципалитет в Бразилии, входит в штат Рио-де-Жанейро. Составная часть мезорегиона Агломерация Рио-де-Жанейро. Входит в экономико-статистический микрорегион Васорас. Население составляет 42 423 человека на 2007 год. Занимает площадь 179,374 км². Плотность населения — 242,3 чел./км².
Праздник города — 8 августа.

## История
Город основан 8 августа 1960 года.

## Статистика
- Валовой внутренний продукт на 2005 год составляет 280 434 тысяч реалов (данные: Бразильский институт географии и статистики).
- Валовой внутренний продукт на душу населения на 2005 год составляет 6610,42 реалов (данные: Бразильский институт географии и статистики).
- Индекс развития человеческого потенциала на 2000 год составляет 0,771 (данные: Программа развития ООН).

## География
Климат местности: тропический. В соответствии с классификацией Кёппена, климат относится к категории Aw.